# ترناب
ترناب هي قرية في مقاطعة ميانة، إيران. عدد سكان هذه القرية هو 262 في سنة 2006.